# Historia de Morelia
Morelia es la capital del estado de  Michoacán y cabecera del municipio homónimo (Morelia). La ciudad fue fundada por el Virrey Antonio de Mendoza el 18 de mayo de 1541, con el nombre original de “Nueva Ciudad de Michoacán”, que cambió a “Valladolid” en 1545 y desde 1828 se llama “Morelia” en honor a José María Morelos y Pavón, héroe de la Independencia de México.
El pueblo de los matlalzincas se estableció en el valle de Guayangareo durante los siglos XIV o XV, en lo que hoy es Morelia, en un territorio que aparentemente les fue concedido como recompensa por haber participado en la defensa del imperio purépecha durante la invasión de los tecos de Jalisco. Se sabe que al instalarse en el mencionado valle, cuyo significado es "loma chata y alargada", los matlalzincas recibieron el nombre de "pirindas", es decir "los de en medio", debido a la ubicación del lugar que ellos llamaron Patzinyegui.   
Como en toda población indígena de la época la huella evangelizadora de España se hizo notar de manera decidida, en este caso fueron los franciscanos fray Juan de San Miguel y fray Antonio de Lisboa quienes formaron una escuela de catecismo, llamada San Miguel, en donde también fue transmitida la enseñanza de la música y las artes en general, entre otros tantos oficios. Con aquel intercambio de culturas, dio inicio una etapa de notable florecimiento para el valle de Patzinyegui, lugar que años más tarde sería designado por el virrey Antonio de Mendoza como punto para la fundación de la ciudad, misma que acogió a muchos españoles colonizadores en tierras michoacanas. Fueron sesenta familias de colonizadores, nueve frailes y algunos indígenas los que dieron forma un 18 de mayo de 1541 al Acta de Fundación de la Nueva Ciudad de Mechoacán, la cual recibiría el título de ciudad por distinción del rey Carlos I de España en 1545.
Desde entonces Valladolid ha tenido una importancia sociocultural notable, no sólo para la evolución del Estado de Michoacán, sino para México mismo. Entre los distinguidos alumnos de esa ciudad figuraron notables personajes que influyeran en el curso de la historia nacional, como Miguel Hidalgo y Costilla, el botánico y estadista Juan José Martínez de Lejarza; Mariano Michelana, uno de los precursores del movimiento de independencia, así como dos de sus heroicos ejecutores, José María Morelos y Pavón y Agustín de Iturbide; Melchor Ocampo, principal inspirador de las Leyes de Reforma en 1857, entre tantos otros destacados personajes.

## Desarrollo

### Época precolombina
En el siglo VII de nuestra era, se desarrollaron acontecimientos humanos en el valle de Guayangareo, vinculados con la cultura teotihuacana, debido a los vestigios que dejaron, entre los que destacan estructuras con presencia de talud y tablero, piedra tallada y figurillas de cerámica. La mayor parte de estos vestigios se ha encontrado en la loma de Santa María y en las cercanías de la presa de Cointzio.  Posteriormente, alrededor del siglo XII llegaron los purépechas al actual municipio de Morelia, sin embargo no establecieron en el valle asentamientos importantes. En el siglo XIV se establecieron los pirindas o matlatzincas, con el consentimiento de los gobernantes purépechas de Tzintzuntzan, como premio a su apoyo en la guerra que tuvieron aquellos para derrotar a los Tecos de Jalisco. Los pirindas establecieron el poblado de Guayangareo en la actual zona del parque Juárez.

### Independencia
En 1809, dentro de un intenso ambiente social, caracterizado por manifestaciones antiespañolas, se constituyó la denominada “Conspiración de Valladolid”, que pretendía alcanzar la independencia de la Nueva España. Sin embargo fue descubierta por Francisco Javier de Lizana y Beaumont, los principales dirigentes fueron capturados (los García Obeso, los Michelena, Manuel de la Torre Lloreda, Soto Saldaña y  José María Izazaga entre otros) y enviados a distintos lugares del país, entre ellos, a Santiago de Querétaro, extendiendo las ideas libertarias.

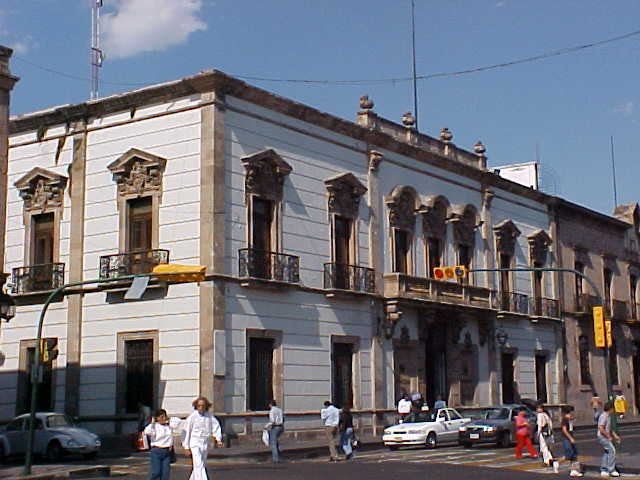
Estado actual de la casa de García Obeso, sede de la conspiración de 1809.

En 1810 el cura Hidalgo entró a la ciudad, recibiendo gran simpatía por parte de sus habitantes, decretando la abolición de la esclavitud, y nombró a José María Anzorena y López Aguado como intendente. Al año siguiente, Valladolid volvió a caer en manos de los realistas. En 1813 Morelos intentó tomar la plaza, pero sufrió una terrible derrota a manos del también vallisoletano Agustín de Iturbide en las Lomas de Santa María (al sur de la ciudad), razón por la cual Valladolid permaneció en poder de los realistas hasta el final de la guerra.
En 1814, en la Plaza Mayor de la ciudad, Mariano Matamoros fue fusilado. 
En 1821, cuando Agustín de Iturbide, junto con Vicente Guerrero, entraron a la Ciudad de México al frente del ejército Trigarante, se dio por concluida la Guerra de Independencia de México, lo cual dio lugar a grandes festejos en Valladolid.

### México independiente delsigloXIX
En 1821 Agustín de Iturbide envió la primera imprenta a Valladolid. El 12 de septiembre de 1828, la Segunda Legislatura del Estado aprobó la sustitución del nombre de Valladolid por el de Morelia, para acabar con todo vestigio de la dominación española y honrar la memoria de José María Morelos y Pavón. El 10 de diciembre de 1831 se estableció el municipio de Morelia. En contra de las medidas reformistas promovidas por el vicepresidente Valentín Gómez Farías, el comandante general Ignacio Escalada se sublevó en Morelia y proclamó el retorno de Antonio López de Santa Anna al poder (1833). En 1847 el Batallón Matamoros partió al Valle de México con el objetivo de defender a la patria de los invasores estadounidenses. En 1854, durante la Revolución de Ayutla, la ciudad fue tomada por las fuerzas rebeldes de Epitacio Huerta y el general García Pueblita, pero en 1855 fue reconquistada por las fuerzas del dictador Antonio López de Santa Anna, pero poco después nuevamente fue conquistada por las tropas rebeldes que lograron desterrar al dictador.
En 1856 se trazaron nuevas calles, plazas y barrios, cambiando la estructura urbana de Morelia.
En 1863, durante la Intervención Francesa, Morelia fue conquistada por tropas imperialistas, por lo cual la capital del estado fue trasladada a Uruapan, hasta el final del conflicto, hasta que el 27 de febrero de 1867, la ciudad fue ocupada por el general republicano Nicolás de Régules. Entonces el gobernador Justo Mendoza decretó que la capital del estado volviera a ser Morelia.  
En el año de 1864 las familias conservadores de Morelia firmaron un documento mediante el que expresaron su adhesión al imperio de Maximiliano de Habsburgo, quien ese año realizó una visita a la ciudad.
En 1869, al frente de un destacamento antijuarista, el general Epitacio Huerta atacó las posiciones gubernamentales de la ciudad, pero la presencia de una columna militar encabezada por Mariano Escobedo, obligó el retiro de los rebeldes.
En 1876 llegó a Morelia el malogrado presidente de la República, Sebastián Lerdo de Tejada. Ese mismo año, las fuerzas que apoyaban el Plan de Tuxtepec ocuparon la ciudad. 
A finales de este mismo siglo, empezó a entrar la modernidad a la ciudad, dado que en 1868 empezaron a operar las primeras fábricas en la ciudad, en 1870 se inauguró la primera línea telegráfica del Estado, el 12 de septiembre de 1883 llegó el ferrocarril a Morelia y comenzó a funcionar el servicio de tranvías en la ciudad. En 1888 se instaló el alumbrado eléctrico en las calles céntricas de Morelia y en 1897 se abrió al público la primera sucursal bancaria. Además, se le dio gran impulso a las obras públicas y a la educación.

### SigloXXe inicios delsigloXXI
En el año de 1910, con diversos actos se celebraban las festividades conmemorativas del centenario del inicio de la lucha por la Independencia; sin embargo, el ambiente social era muy tenso por la escasez de granos y por la perpetuación en el poder de Porfirio Díaz, en el país, y de Aristeo Mercado, en Michoacán. 
Un año después del comienzo de la Revolución Mexicana (1911), fuerzas maderistas comandadas por Salvador Escalante, hicieron su entrada triunfal en la ciudad frente al regocijo del grueso de la población.
En 1914, ante la amenaza de la entrada de las fuerzas revolucionarias a la ciudad, se determinó cambiar temporalmente la capital estatal a la ciudad de Tacámbaro. Morelia fue tomada por las fuerzas revolucionarias del general Sánchez el 31 de julio de ese mismo año, y por las tropas villistas al mando del general José I. Prieto el 3 de marzo de 1915.
En 1917, el gobernador Pascual Ortiz Rubio creó la Universidad Michoacana de San Nicolás de Hidalgo (UMSNH), a partir del antiguo Colegio de San Nicolás de Hidalgo. Tres años después (1920), tras la toma del Palacio de Gobierno por parte de contingentes de campesinos y obreros de todo el Estado, el Gral. Múgica asumió el Poder Ejecutivo Local.
En 1921, una manifestación de católicos indignados por la profanación de la iglesia catedral originó un intercambio de disparos entre la policía y los manifestantes, con resultado de trece personas muertas, entre ellas el líder obrero Isaac Arriaga.
El 21 de enero de 1924, en contra del presidente Álvaro Obregón, tropas rebeldes delahuertistas comandadas por el general Enrique Estrada atacaron la ciudad defendida por los Grales. López, García y Ávila Camacho, y al tomarla efectuaron saqueo a edificios públicos y casas particulares, pero abandonaron la plaza el 19 de febrero ante la proximidad del ejército federal 1924. Esta fue la última vez que Morelia figuró como escenario de algún conflicto militar.
Entre los años de 1926 y 1929, la Rebelión Cristera, afectó fuertemente la economía de la ciudad y del estado.
En el año de 1939 se concluyeron los trabajos de la carretera nacional México-Morelia-Guadalajara, que facilitó la comunicación directa de la capital del estado con las dos principales ciudades del país, lo que detonó el crecimiento de Morelia.
Las elecciones para gobernador y presidente de la República de 1940 provocaron fuertes manifestaciones en la ciudad, y el saldo de las mismas fue de varios muertos y heridos.
En la década de 1960 se modificó la vista del centro de la ciudad, quitando los aparadores y puestos que ocupaban los portales y cortando las palmeras a lo largo de la avenida principal (Av. Madero, que corre de oriente a poniente). En 1966 se produjo una revuelta estudiantil en la UMSNH que fue sofocada por el ejército.
En la década de 1970 e inicios de los años de 1980 se construyó el periférico, vialidad en forma de óvalo que rodea al núcleo de la ciudad. Esta importante vialidad fue ampliada a finales de la década de 1990.
A partir del año de 1988 y hasta mediados de los años de 1990, el desarrollo normal de la ciudad se vio fuertemente afectado por una serie de movimientos políticos y sociales que afectaron la estabilidad política del Estado.
En diciembre de 1991 la ciudad fue declarada por la Unesco como "Patrimonio Cultural de la Humanidad". Diez años después (2001), los vendedores ambulantes que ocupaban grandes áreas del centro histórico de la ciudad fueron finalmente reubicados, resaltando así la belleza de las construcciones del primer cuadro urbano. Durante esta misma década se efectuaron diversas obras viales en la ciudad, como la construcción de dos puentes vehiculares al norte de la ciudad (2002) y uno más al poniente (2006), así como la ampliación y continuación de diversas avenidas, como Calzada la Huerta, Avenida Universidad, Francisco J. Múgica, buscando reducir los fuertes problemas viales que enfrenta la ciudad, aunque, al no ser bien planeada en cuanto a vialidad se refiere, Morelia sufre de un caos vehicular muy grave.
Entre los años de 2006 y 2007 fueron remodelados diversos jardines y plazas en el centro histórico de la ciudad, perdiendo algunos de ellos su imagen tradicional.
La ciudad de Morelia también ha sido sede en los últimos años de un sinnúmero de eventos culturales, que van desde el Torneo de Ajedrez de Linares al Festival Internacional de Cine de Morelia, el Festival de Cine Francés, y numerosos eventos de música clásica (como los Niños Cantores de Morelia y exhibiciones de otros países), contemporánea y folclórica que se dan lugar en las principales estructuras arquitectónicas de la ciudad.
El 15 de septiembre de 2008 alrededor de las 11:05 p. m. fueron arrojadas dos granadas de fragmentación por presuntos integrantes del grupo de los Zetas entre los asistentes a la ceremonia del Grito de Independencia, una de ellas en la plaza Melchor Ocampo y otra sobre la avenida Madero Poniente, ocasionando 8 muertos y 132 heridos, constituyéndose en el primer atentado terrorista contra la población civil en la historia de México.

## Acta de Fundación levantada el 18 de mayo de 1541
En el valle que se dice de Guayangareo, de la provincia de Mechoacán de este Nueva España, encima de una loma llana é grande del dicho Valle que está entre dos ríos, por la una parte hácia el Sur el río que viene de Guayangaréo, y por la otra parte hácia el Norte el otro río Grande que viene de Tiripetio, en miércoles diez y ocho días del mes de Mayo, año del nacimiento de nuestro Salvador Jesu Cristo de mil quinientos é cuarenta é un años, podía ser á hora de las ocho horas antes de medio día, poco más o menos, en presencia de mí, Alonso de Toledo, Escribano Público del Cabildo de la ciudad de Mechoacán é de los testigos suso escritos, y estando presentes algunos de dicho Cabildo, los muy magníficos Señores Juan de Alvarado, Juan de Villaseñor é Luis de León Romano, Jueces de comisión diputados por el Ilmo. señor Don Antonio de Mendoza, Visorey é Gobernador de esta Nueva España, é Presidente de la Audiencia Real de Ella, etc., é por virtud de Provisión que para ello tiene, que es la que de suso se hace menció dixeron que por virtud de la dicha Provisión y Mandamiento de su Señoría Ilma. son venidos á tomar la posesión del dicho sitio, para asentar é poblar la Ciudad de Mechoacán é repartir los solares a los vecinos que son é serán de aquí adelante, con huertas é tierras para hacer sus heredades y grangerias, como su Señoría Ilma. les es mandado, y en cumplimiento de ello se apearon de sus caballos en que venían, é se pasearon por el dicho sitio de Ciudad de una parte a otra, hollándola con sus piés é cortando y arrandando con sus manos de las ramas é yerbas que allí había é mandado á ciertos naturales limpiar el asiento de plaza, Iglesia, Casa de Cabildo é Audiencia é Cárcel é carnicerías todo en señal de verdadera posesión é acto especial, todo para adquisición de posesión de Ciudad de Mechoacán, todo pacífica é quietamente sin haber ni parecer persona alguna que lo contradixiese ni perturbarse; y me pidieron se lo diese así por testimonio: testigos que fueron presentes á lo dicho es, el Señor Pedro de Fuentes. Alcalde é los Señores Jaun Pantoja é Domingo de Medina, Regidores de la Ciudad de Mechoacán é Nicolás de Palacios Ruvios é Pedro de Monguía é Juan Botello é Martin Monje, vecinos de la dicha Ciudad de Mechoacán é otros muchos Caciques é principales y naturales de esta Provincia.- Juan de Villaseñor.- Luis de León Romano.- Ante mí Alonso Toledo Escribano del Cabildo"(sic).

## Personajes célebres nacidos en Valladolid / Morelia
- Ignacio Xavier Hidalgo (1698-1795), Orador. y Agustín de iturbide nació el 27 de octubre de 1783

### SigloXVIII, Periodo de Independencia
- José María Morelos y Pavón, acogido en la Historia de México como El Siervo de la Nación (1765-1815). Nació en la ciudad de Valladolid (hoy Morelia en su honor) el 30 de septiembre de 1765. Estudio en el Colegio de San Nicolás, donde conoció a Miguel Hidalgo y Costilla, quien fuera profesor y rector de dicho Colegio. Al iniciar Hidalgo el movimiento de Independencia (1810), Morelos decidió unirse al mismo, pero Hidalgo le encomendó a Morelos insurreccionar el sur del país, donde realizó cuatro exitosas campañas militares, hasta que finalmente fue derrotado por Iturbide en las Lomas de Santa María, al sur de Valladolid. Promulgó el documento llamado "Sentimientos de la Nación", que sirvió de inspiración para la primera Constitución Política del México Independiente, en 1814. Traicionado en Texmalaca, fue capturado y finalmente fusilado en San Cristóbal Ecatepec, Estado de México, el 22 de diciembre de 1815. Morelos está considerado como uno de los mayores héroes en la historia de México.

- Josefa Ortiz de Domínguez, La Corregidora (1768-1829). Nació en 1768 y murió en la Ciudad de México el 2 de marzo de 1829. Fue la primera heroína de la Independencia de México. Es conocida como "La Corregidora", título honorífico que se le dio por haber sido esposa del corregidor de Querétaro, Don Miguel Domínguez y una de las impulsoras de la Independencia Nacional.

- Agustín de Iturbide (1783-1824). Nació en 1783. Fue ejecutado el 19 de julio de 1824 en Padilla, Tamaulipas. Sirvió al ejército realista hasta 1821, en que junto con Vicente Guerrero, proclamó el Plan de Iguala, que culminó con su entrada a México al frente del Ejército Trigarante el 27 de septiembre de 1821. El 18 de mayo de 1822 se proclamó Emperador y fue coronado el día 21. Iturbide disolvió el Congreso y Santa Anna exigió su reinstalación mediante el Plan de Casa Mata. Iturbide tuvo que abdicar ante el Congreso el 19 de marzo de 1823 y salió de México. El 14 de julio de 1824 desembarcó en Soto la Marina, Tamps., pero el día 19 fue aprehendido y ejecutado. Aunque la historia le ha juzgado muy duramente por ser un férreo enemigo de los insurgentes y por haberse hecho proclamar Emperador de México una vez lograda la emancipación del país, Iturbide fue el personaje decisivo para la consumación de la Independencia Nacional.

- José Mariano Michelena (1772-1852). Nació en 1772 y murió en 1852. Precursor de la Independencia ya que participó en la conspiración de Valladolid en 1808, que pretendía la Independencia de la Nueva España. Al estallar el movimiento de Hidalgo en 1810, se le redujo a prisión, fue enviado a San Juan de Ulúa y posteriormente a España en 1813, de donde regresó al consumarse la Independencia. Luchó contra Iturbide. Fue miembro del Poder Ejecutivo (1822-1824); Ministro Plenipotenciario en Gran Bretaña en 1831 y de guerra en 1837. Fue Gobernador de Michoacán y partidario del federalismo.

- Juan José Martínez de Lejarza (1775-1824). Nacido en 1775 y fallecido en 1824. Botánico. Estudió Ciencias Naturales en el Colegio de Minería de la capital y en su examen recepcional recibió elogios del Barón de Humboldt. Fue diputado a la primera Legislatura de Michoacán. Combatió a Iturbide, fue autor de un Itinerario Militar y un Análisis Estadístico de la Provincia de Michoacán.

- Francisco Manuel Sánchez de Tagle (1792-1847). Nació en 1792. Murió en la Ciudad de México en 1847. Estudió filosofía, teología y jurisprudencia en el Colegio de San Juan de Letrán de la Ciudad de México, graduándose con honores en 1801. Fue regidor perpetuo y secretario del ayuntamiento y diputado (1815), vocal de la Junta de Arbitrios y censor de las Cortes Españolas (1820). Participó en la redacción del Acta de la Independencia Mexicana.

- Vicente Santa María (1740-1811), Insurgente.

- José María Anzorena (1770-1811), Insurgente.

- José María Michelena (1772-1814), Insurgente.

- Isidro Huarte (1770-1843), Intendente de Michoacán, insurgente y suegro de Agustín de Iturbide.

- Ana María Huarte, Primera Emperatriz del México independiente, esposa de Agustín de Iturbide.

- Mariano Elizaga (1786-1842), Músico.

- José María García Obeso ( -1813), Precursor de la Independencia, organizador de la conspiración de Valladolid en 1809.

- Manuel Villalongín (1777-1814), Insurgente.

- Manuel Teodosio Álvirez (1794-1866), Jurisconsulto notable.

- Vicente Santa María (1770-1813), Fraile insurgente.

### SigloXIX, México independiente y revolucionario
- Félix Parra (1845-1919). Nació en 1845. Murió en la Ciudad de México en 1919. Pintor académico. Estudió en la academia de San Carlos. Ocupó un lugar distinguido en el panorama de la pintura por sus cualidades y por haber tratado con tino, temas de historia mexicana. Sus principales obras son: “Galileo”, “El Cazador” (1871), “Fray Bartolomé de las Casas” (1876), y ”Una Escena de la Conquista” (1877). A partir de 1892 y hasta la muerte se dedicó a la enseñanza en la Academia.

- Miguel Silva González (1857-1946). Nació en 1857. Murió en La Habana, Cuba. Médico de profesión. Fue el abanderado de los revolucionarios. Ganó las elecciones estatales en 1912, pero dejó el Gobierno al ocurrir la usurpación de Huerta, perseguido por éste, marchó al norte, para unirse al ejército constitucionalista. Se unió a las fuerzas de Villa, distinguiéndose en la organización de los hospitales de sangre. Perdida su causa se exilió en La Habana (1916). Sus restos fueron repatriados en 1948; reposan en un monumento frente al Hospital Civil que lleva su nombre en la ciudad de Morelia.

- Manuel Martínez Solórzano (1862-1924). Médico y profesor; realizó sus estudios en el Seminario Tridentino, en el Colegio de San Nicolás y en la Escuela Médica Michoacana, se graduó de cirujano en 1891. Fue nombrado Director del Museo Michoacano en 1899; fue Regente del Colegio de San Nicolás de Hidalgo, en 1912; fue Presidente Municipal de Morelia, en 1916; fue elegido Diputado Suplente por el distrito de Tacámbaro al Congreso Constituyente de Querétaro.

- Miguel Lerdo de Tejada (1869-1941). Músico y compositor. Murió el 25 de mayo de 1941 en la Ciudad de México. Sobrino del político Miguel Lerdo de Tejada.

- Juan N. Navarro (1823-1904), médico.

- Esther Tapia de Castellanos (1842-1904), Poetisa.

- Bruno Patiño (1831-1882), Abogado y político.

- Julián Bonavit (1872-1953), médico e historiador.

- Alberto Breamunte Martínez (1897- ) Abogado y rector de la Universidad Michoacana de San Nicolás de Hidalgo.

- Mariano de Jesús Torres (1842-1897), Periodista, dramaturgo y poeta.

- Ignacio Aguilar y Morocho (1813-1884), político, periodista y poeta.

- Pascual Ortiz Rubio (1877-1963). Ingeniero, escritor y presidente de México. Nació el 10 de marzo de 1877 y murió en 1963 en la Ciudad de México. Al apoderarse Victoriano Huerta del gobierno, el joven Ortiz Rubio protestó enérgicamente contra esa medida y por ello se incorporó al movimiento revolucionario bajo las órdenes de Venustiano Carranza, iniciando así, una brillante carrera militar que supo combinar con el ejercicio de su profesión. Fue diputado local y gobernador de su estado natal, en cuyo cargo llevó a cabo una gestión de beneficio y progreso para sus coterráneos. Además, miembro del gabinete de Álvaro Obregón. En 1929 en reñidas elecciones ganó la Presidencia de la República a José Vasconcelos. Tomó posesión de la primera magistratura el 5 de febrero de 1930 y renunció a dicho cargo el 4 de septiembre de 1932.

- José Bravo Ugarte (1898-1967). Nació en 1898. Murió en la Ciudad de México en 1967. Escritor e historiador, cuyas priincipales obras fueron: "Historia de México" (3 vols; 1944, 2a. de. 1947), "Compendio de Historia de México" (1945) e "Historia de México" (Madrid, 1963), estos dos últimos resúmenes de la primera; "Historia sucinta de Michoacán" (1962-1964); fue miembro de la Academia Mexicana de la Historia.

### SigloXX
- Antonio Martínez Báez (1901- ). Hijo del ilustre sabio Don Miguel Martínez Solórzano. Es doctor en derecho (1950) e imparte cátedra en los cursos del doctorado de la Universidad Nacional Autónoma de México. Es doctor Honoris Causa de la Universidad Michoacana (1962) y profesor emérito de la Universidad Nacional Autónoma de México (1966) miembro de número de la Academia Mexicana de Legislación y Jurisprudencia, correspondiente de la Española.

- José Palomares Quiroz (1905-1954), Maestro y poeta.

- Melesio Aguilar Ferreyra (1906- ), Escritor, periodista, catedrático y político.

- Jesús Sansón Flores (1909-1966). Político y poeta. Publicó: "¡Clarinadas...!" (Morelia, 1928), "Puños en Alto" (1932), "El Niño Proletario" (1936), "Canción del Odio" (1938), "Bajo el Sol de España" (1939), "Hampa" (1941) y "El Camino Perdido" (1954).

- Carmen Báez (1910- ). Nació en Morelia en 1910. Periodista, diplomática y escritora. En la literatura se dio a conocer primero como poeta, siendo su obra principal: “Canciones de la Tarde”. En su obra cuentística sus temas describen la vida anecdótica y cotidiana de la provincia, sobresaliendo “La Roba Pájaros”.

- Miguel Bernal Jiménez (1910-1956). Murió en León, Gto. en 1956, mientras impartía cátedra. En 1941 fundó en la capital michoacana la Sociedad de Amigos de la Música y la revista Schola Cantorum. Dirigió asimismo el Orfeón Pío X y creó el Conservatorio de Las Rosas y el Grupo de los Niños Cantores de Morelia. Como compositor, dejó una copiosísima obra de música sacra: misas, himnos, un extraordinario Te deum jubilar y un excelente salmo. Entre la música profana destacan su ópera “Tata Vasco”, sus sinfonías “México e Hidalgo”; las suites sinfónicas “Tres Cartas de México”, “Noche en Morelia”, “Tres Galanes de Juana”, “El Cojo” y “Cuarteto Virreinal”; y el concertino para órgano y orquesta. Fue también autor de varios libros de texto, entre otros un “Tratado de Armonía”. En su honor, el Festival Internacional de Música que se efectúa en su ciudad natal lleva su nombre.

- Felipe Tena Ramírez (1905-1994) Nació en 1905, Jurista. Fue designado ministro de la Suprema Corte de Justicia de la Nación (1951-1970), institución en la que previamente sirvió como secretario de estudio y cuenta (1946-1951). Fue designado presidente del “Seminario del amparo, habeas corpus, y otros medios de defensa de los derechos humanos” convocado por la Organización de las Naciones Unidas (1962). Integró las comisiones que elaboraron la Ley del Seguro Social (1943), las reformas en materia de amparo (1950) y la Ley de Nacionalidad y Naturalización (1968), Piedra angular del estudio del Derecho Constitucional en México, fue catedrático de esa materia de 1941 a 1969 en la Facultad de Derecho de la Universidad Nacional Autónoma de México, Murió en la Ciudad de México en 1994.

- Manuel Castro Ruiz (1918- ) Arzobispo de Yucatán en (1969-1995) Nació el 9 de noviembre de 1918, en el seno de una de las familias más respetadas y queridas de la ciudad, desde muy pequeño ingresa al Seminario Menor y posteriormente al Mayor en la ciudad de Morelia. Fundador del Instituto Valladolid y profesor del Seminario de Morelia; Obispo auxiliar de Yucatán; S.S. Pablo VI lo preconizo trigésimo noveno Obispo de Yucatán y tercer Arzobispo el 20 de septiembre de 1969. Fue anfitrión de Juan Pablo II en 1993 durante la tercera visita Papal a México y primera visita como jefe de Estado. Dejó el cargo el 29 de abril de 1995; El 23 de noviembre de 2000 es nombrado doctor honoris causa por la Universidad del Mayab, Murió el 18 de noviembre de 2008, en la ciudad de Mérida.

- Miguel Castro Ruiz (1920- 2007) Nació el 29 de septiembre de 1920, Estudio en la Escuela Libre de Derecho en la Ciudad de México. Colaborador de las Revistas Estudiantiles de Morelia como Logos, Villetas, Vértice, Haz de Provincias, Ciencia y Letras, entre tantos; En 1941 Carlos Septién García lo invita a fundar la revista La Nación del Partido Acción Nacional. Impartió cátedra en el Instituto Valladolid de Morelia. En 1948 ingresó al diario “El Universal” del cual fue director general. Medalla al Mérito en 1972 del Instituto Nacional de Cultura y Premio Especial Nacional de Periodismo en 1984, entregado por el presidente, Miguel de la Madrid. Obras Literarias más importantes “Canto de Prisiones”,“Forma y Paisaje”, “Poema del Dolor”, “Poema del Tiempo”, “Paréntesis y Poema de la Vida”, Murió el 19 de abril de 2007, en la Ciudad de México.

- David Franco Rodríguez (1915-1989). Nació el 1 de abril de 1915 y falleció el 6 de junio de 1989. En 1956 fue candidato a la Gubernatura del Estado, cargo que desempeñó hasta 1962. En el año de 1964 fue nombrado Subprocurador General de la República. Fue nombrado Ministro de la Suprema Corte de Justicia en el año de 1973.

- Doramitzi González, (1983- ) (1 de enero de 1983) Nadadora paraolímpica, considerada dentro de las más grandes figuras del paraolimpismo mexicano. En los Juegos Paralímpicos de Sídney 2000 obtuvo dos medallas de oro, una de plata y una de bronce, mientras que en Atenas 2004 logró tres medallas áureas, una de plata y una más de bronce. En las competencias en el "Cubo de agua" durante los Juegos Paralímpicos de Beijing (Pekín) 2008 logró una medalla de plata y una de bronce, consiguiendo así hasta ahora cinco medallas doradas, tres de plata y tres de bronce.

- Felipe de Jesús Calderón Hinojosa (1962-) Ex-Presidente de México. Nació el 18 de agosto de 1962. Político, miembro del Partido Acción Nacional (PAN) fue presidente de su partido, y miembro del gabinete de Vicente Fox Quesada. Fue elegido Presidente de México para el periodo 2006-2012, ganando las elecciones, por el escaso margen del 0.56% sobre el izquierdista Andrés Manuel López Obrador.Realizó su toma de posesión el 1 de diciembre del 2006 en el Palacio Legislativo de San Lázaro ante la toma de la tribuna de los diputados de su partido (PAN, Partido Acción Nacional), como respuesta a la amenaza de los miembros del partido rival (PRD, Partido de la Revolución Democrática) de hacer lo mismo para impedir su toma de posesión, en un hecho insólito en la historia de México.

## Enlaces de interés
- Página del Ayuntamiento de Morelia.
- Enciclopedia de los Municipios de México.

- Datos: Q5899174